# Drosophila decemseriata
Drosophila decemseriata este o specie de muște din genul Drosophila, familia Drosophilidae, descrisă de Friedrich Georg Hendel în anul 1936. Conform Catalogue of Life specia Drosophila decemseriata nu are subspecii cunoscute.